# سیترات سینتاز
سیترات سینتاز (انگلیسی: Citrate synthase) یک آنزیم است که تقریباً در تمامی سلول‌های زنده جانداران وجود دارد و آنزیم کنش‌آرا و پیشگام در نخستین مرحله از چرخه اسید سیتریک (چرخهٔ کربس) است. این آنزیم در ماتریکس میتوکندری سلول‌های یوکاریوت جای دارد، اما توسط دی‌ان‌ای هسته‌ای (و نه دی‌ان‌ای میتوکندریایی) کُدگذاری می‌شود و در ریبوزوم‌های سیتوپلاسم ساخته شده و به درون ماتریکس میتوکندری منتقل می‌شود.
از سیترات سینتاز به‌عنوان یک آنزیم نشانگر کیفی برای حضور میتوکندری سالم استفاده می‌شود. بیشینهٔ فعالیت این آنزیم نشان‌دهندهٔ محتوای میتوکندریایی ماهیچه‌های اسکلتی است. گرچه بیشینهٔ فعالیت بدن را می‌توان به تمرینات استقامتی یا تمرین‌های بدنی تناوبی تنشی افزایش داد، اما مورد دوم اثر بیشتری در افزایش فعالیت بدنی دارد.
این آنزیم واکنش تراکمی یک ریشهٔ استات دو کربنه را از مادهٔ استیل-کوآ به‌علاوهٔ یک اگزالو استات چهار کربنه و تبدیل آنها به سیتریک اسید شش کربنه را کاتالیز می‌کند.
- استیل-کوآ + اُگزالو استات + H2O → سیترات + CoA-SH

استیل-کوآ
اگزالواستیک اسید
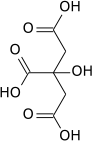
سیتریک اسید

اُگزالو استات پس از تکمیل هر دور از چرخهٔ کربس مجدداً ساخته می‌شود. این ماده نخستین سوبسترایی است که به سیترات سینتاز متصل می‌شود و سبب تغییر شکل فضایی آن شده تا محلی برای اتصال استیل-کوآ ایجاد کند.